# 仓储式会员店
仓储会员店又稱仓储式会员店，是一種零售店，這類零售店通常銷售各種各樣的商品，而且它的倉庫規模很大。顧客一般會來這種商店購買大批量的商品。不過顧客要取得會員資格才能進店消費，而且顧客必須要付費才能成為會員。

## 历史
1976年，索爾·普賴斯和他的兒子羅伯特·普賴斯在聖地牙哥創立了第一家仓储式会员店Price Club。1983年，山姆会员商店、开市客先后在美国开出第一家仓储式会员店。 1996年，中华人民共和国一度有過仓储式会员店熱潮，不過很快就陷入沉寂。2019年起，仓储式会员店再度在中华人民共和国興起。